# Kanton Alzey
Der Kanton Alzey (franz.: Canton de Alzey) war eine von zehn Verwaltungseinheiten, in die sich das Arrondissement Mainz im Departement Donnersberg gliederte. Der Kanton war in den Jahren 1798 bis 1814 Teil der Französischen Republik (1798–1804) und des Napoleonischen Kaiserreichs (1804–1814).
Nachdem die Region Rheinhessen 1816 zum Großherzogtum Hessen gekommen war, wurden die Kantone zunächst beibehalten und waren Teile der Verwaltungsstruktur bis 1835.
Das Verwaltungsgebiet lag vollständig im heutigen Landkreis Alzey-Worms in Rheinland-Pfalz.

## Gemeinden und Mairies
Nach amtlichen Tabellen aus den Jahren 1798 und 1811 gehörten zum Kanton Alzey folgende Gemeinden, die verwaltungsmäßig Mairies zugeteilt waren (Ortsnamen in der damaligen Schreibweise); die Einwohnerzahlen (Spalte „EW 1815“) sind einer Statistik von 1815 entnommen; die Spalte „vor 1792 zugehörig“ nennt die landesherrliche Zugehörigkeit vor der französischen Inbesitznahme.
| Gemeinde      | Mairie        | EW 1815 | vor 1792 zugehörig                           | Anmerkungen                                            |
| ------------- | ------------- | ------- | -------------------------------------------- | ------------------------------------------------------ |
| Albig         | Albig         | 722     | Kurpfalz                                     |                                                        |
| Alzey         | Alzey         | 3.193   | Kurpfalz                                     |                                                        |
| Bechenheim    | Niederwiesen  | 311     | Kurpfalz                                     |                                                        |
| Bermersheim   | Albig         | 276     | Kloster Eibingen                             | heute Gemeinde Bermersheim vor der Höhe                |
| Bornheim      | Bornheim      | 289     | Rheingraf von Salm                           |                                                        |
| Dautenheim    | Framersheim   | 245     | Kurpfalz                                     | seit 1972 Stadtteil von Alzey                          |
| Dintesheim    | Flomborn      | 127     | Kurpfalz                                     |                                                        |
| Erbesbüdeheim | Erbesbüdeheim | 672     | Kurpfalz                                     | heute Gemeinde Erbes-Büdesheim                         |
| Esselborn     | Kettenheim    | 255     | Kurpfalz                                     |                                                        |
| Flomborn      | Flomborn      | 411     | Kurpfalz                                     |                                                        |
| Flonheim      | Flonheim      | 1.242   | Rheingraf von Salm                           |                                                        |
| Framersheim   | Framersheim   | 938     | Grafschaft Falkenstein (Habsburg-Lothringen) |                                                        |
| Freimersheim  | Freimersheim  | 460     | Kurpfalz                                     |                                                        |
| Heimersheim   | Heimersheim   | 569     | Kurpfalz                                     | seit 1972 Stadtteil von Alzey                          |
| Kettenheim    | Kettenheim    | 308     | Kurpfalz                                     |                                                        |
| Köngernheim   | Odernheim     | 180     | Fürst von Löwenstein-Wertheim                | seit 1969 Ortsteil von Gau-Odernheim (Gau-Köngernheim) |
| Lonsheim      | Bornheim      | 306     | Kurpfalz                                     |                                                        |
| Nack          | Wendelsheim   | 341     | Freiherr von Hunolstein                      |                                                        |
| Niederwiesen  | Niederwiesen  | 467     | Freiherr von Hunolstein                      | heute Gemeinde Nieder-Wiesen                           |
| Odernheim     | Odernheim     | 1.278   | Kurpfalz                                     | seit 1896 Gau-Odernheim                                |
| Offenheim     | Offenheim     | 489     | Kurpfalz                                     |                                                        |
| Uffhofen      | Flonheim      | 342     | Rheingraf von Salm                           | seit 1969 Ortsteil von Flonheim                        |
| Wahlheim      | Freimersheim  | 276     | Kurpfalz                                     |                                                        |
| Weinheim      | Weinheim      | 709     | Kurpfalz                                     | seit 1972 Stadtteil von Alzey                          |
| Wendelsheim   | Wendelsheim   | 661     | Graf von Grumbach                            |                                                        |

## Geschichte
Vor der Besetzung des Linken Rheinufers im Ersten Koalitionskrieg (1794) gehörte der 1798 eingerichtete Verwaltungsbezirk des Kantons Alzey hauptsächlich zu Kurpfalz, mehrere Orte gehörten dem Rheingrafen von Salm und einzelne Dörfer gehörten zu verschiedenen kleineren Herrschaften.
Von der französischen Direktorialregierung wurde 1798 die Verwaltung des Linken Rheinufers nach französischem Vorbild reorganisiert und damit u. a. eine Einteilung in Kantone übernommen. Die Kantone waren zugleich Friedensgerichtsbezirke, hier des Friedensgerichtes Alzey. Der Kanton Alzey gehörte zum Arrondissement Mainz im Departement Donnersberg.
Nachdem im Januar 1814 die Alliierten das Linke Rheinufer wieder in Besitz gebracht hatten, wurde im Februar 1814 das Departement Donnersberg und damit auch der Kanton Alzey Teil des provisorischen Generalgouvernements Mittelrhein. Nach dem Pariser Frieden vom Mai 1814 wurde dieses Generalgouvernement im Juni 1814 aufgeteilt, die rechts der Mosel liegenden Kantone wurden der neu gebildeten Gemeinschaftlichen Landes-Administrations-Kommission zugeordnet, die unter der Verwaltung von Österreich und Bayern stand. Während der österreichisch-bayerischen Verwaltung gehörte der Kanton Alzey zum Arrondissement bzw. zum Kreis Alzey.
Auf dem Wiener Kongress (1815) war dem Großherzog von Hessen eine Länderfläche im ehemaligen Departement Donnersberg mit 140.000 Seelen zugesprochen worden (Artikel 47 des Hauptvertrages). In einem am 30. Juni 1816 mit Österreich und Preußen geschlossenen Staatsvertrag erfolgten die näheren Festlegungen über das Territorium der nachherigen Provinz Rheinhessen im Großherzogtum Hessen, zu dem auch der Kanton Alzey gehörte.

## Rheinhessischer Kanton Alzey
Die verwaltungsmäßige Einteilung der Provinz Rheinhessen wurden zunächst die Kantone aus der französischen Verwaltungsstruktur beibehalten. Der Kanton Alzey hatte 1834 noch denselben Gebietsstand wie in der französischen Zeit.
Am 5. Februar 1835 wurden die elf Kantone durch vier Kreise ersetzt. Aus dem Kanton Alzey und dem Kanton Wörrstadt wurde der Kreis Alzey gebildet.